# Svene
Svene är en tätort i Flesbergs kommun i Buskerud fylke i sydöstra Norge. Orten ligger i dalgången Numedal, cirka 17 kilometer från staden Kongsberg.
Svene har idrottsklubben Svene IL som har egen fotbollsplan. Per Bergerud, världsmästare i backhoppning 1985, var med i Svene IL. Tidigare fanns det en hoppbacke, Svenekollen, men den används numera som pulkabacke.

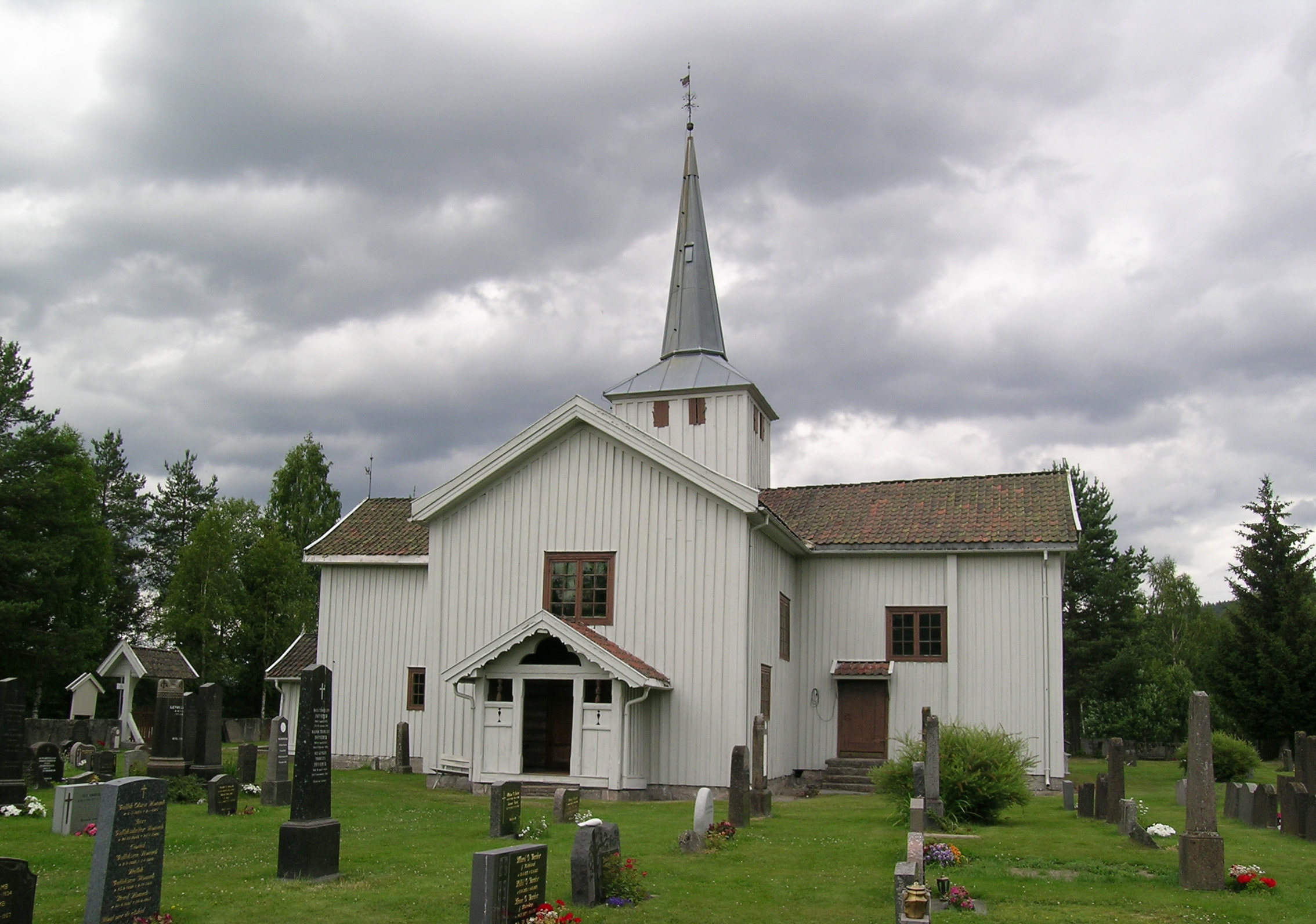
Svene kyrka.